# 凯特琳·帕克
凯特琳·帕克（英語：Caitlin Parker，1996年4月17日—）生于西澳大利亚州苏比亚科，是一名澳大利亚女子拳击运动员。她在11岁时开始学习拳击和跆拳道，当时父亲希望她能够自卫，不久后她便拿到跆拳道黑带，13岁时，她首次上台参加拳击比赛。14岁时，她首次获得全国比赛冠军，并在一年后加入澳大利亚国家队。这之后她数次在不同年龄组别的全国比赛中获得冠军，并在青年组国际比赛中摘得数枚奖牌。參與2020年夏季奧林匹克運動會女子中量級拳擊於第一輪賽事被淘汰，2024年夏季奧林匹克運動會女子中量級拳擊銅牌得主。